# Götz Otto
Götz Otto (n. 15 de octubre de 1967) es un actor alemán. Es reconocido por su elevada estatura, de 1.98 m, y se caracteriza a menudo por su cabello rubio teñido en sus películas.

## Vida y carrera
Otto nació en Dietzenbach (Hessen), ciudad en la que sus padres tenían una panadería.
Es quizás más famoso por su interpretación como el Sr. Stamper, el asistente del villano Elliot Carver en la película de James Bond de 1997 El mañana nunca muere. Cuando fue llamado para el casting, a Otto le fueron dados veinte segundos para presentarse, a lo que respondió: «soy grande, soy malo y soy alemán», lo que le tomó cinco segundos.
Otto también desempeñó papeles secundarios en películas épicas nazis como la cinta de 1993 de Steven Spielberg La lista de Schindler como un guardia de la SS. Más tarde interpretó el papel del SS-Sturmbannführer Otto Günsche en la aclamada película de 2004 La caída. En 2006, apareció en la película británica Alien Autopsy.
En 2012 actuó en la película Iron Sky como el antagonista principal de la película – el oficial nazi Adler, quien se infiltra en Estados Unidos y conspira para convertirse en el Führer de la colonia nazi en la Luna.
Otto también ha sido un ocasional piloto de carreras. En 2007, corrió en el coche Mini Challenge VIP alemán en el circuito de Oschersleben, pero, tras una buena actuación en la primera carrera, volcó el auto en la segunda vuelta de la segunda carrera. Le fue dada otra oportunidad en el Mini Challenge VIP como parte del fin de semana del Gran Premio de Alemania de 2008 en Hockenheim.

## Filmografía selecta

### Cine y televisión
- La lista de Schindler (1993)
- El mañana nunca muere (1997)
- Terremoto en Nueva York (1998, telefilme)
- La niña de tus ojos (1998)
- Mi mujer se llama Mauricio (2002)
- La caída (2004)
- Dark Kingdom: The Dragon King (2004)
- Los pilares de la Tierra (2010, serie de televisión)
- Iron Sky (2012)
- El artista y la modelo (2012)
- Guillaume y los chicos, ¡a la mesa! (2013)
- Les Visiteurs: La Revolution (2016)
- Dignidad Serie Chileno - Alemana (2020)
- Emperor (2025)